# 風船爆弾

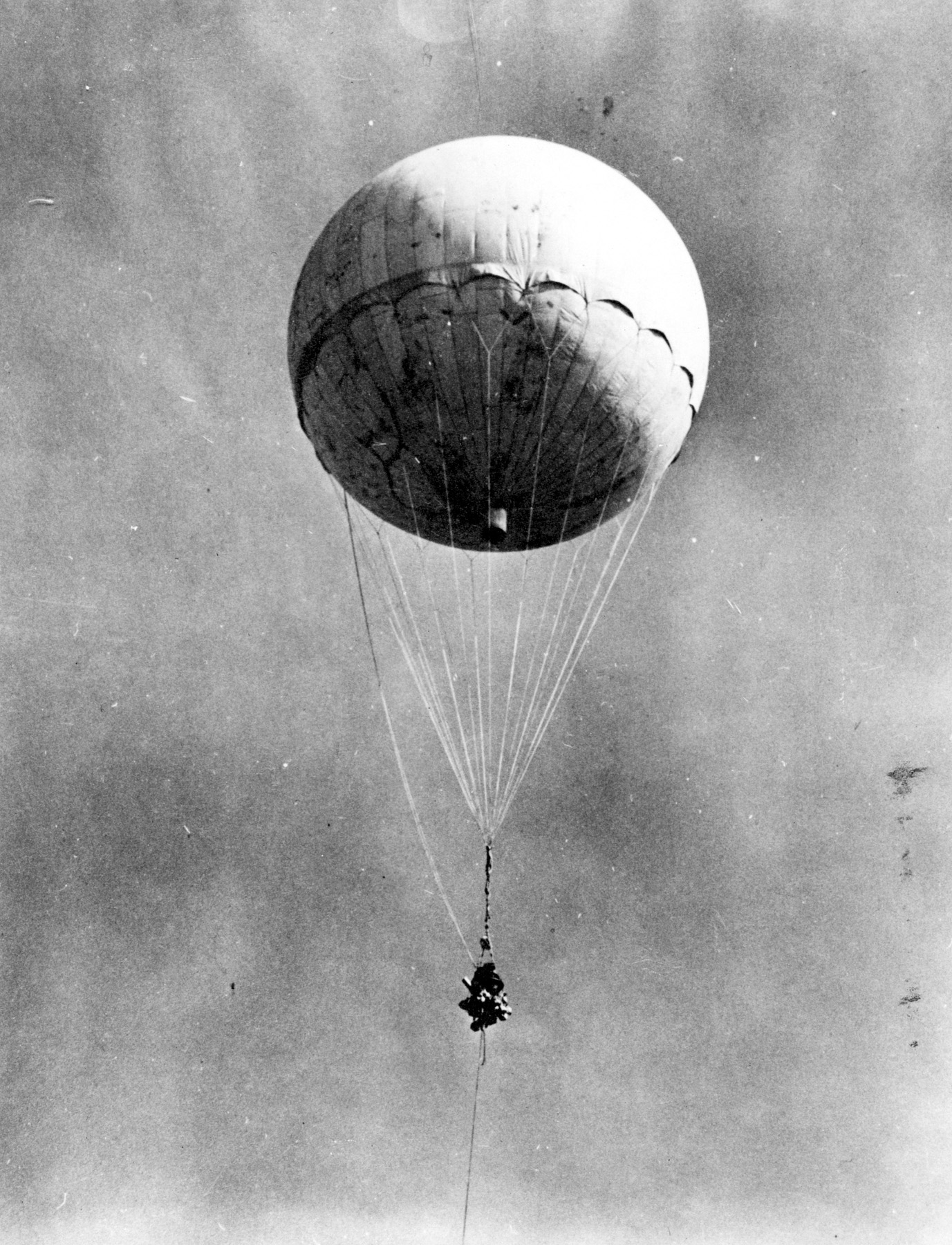
風船爆弾

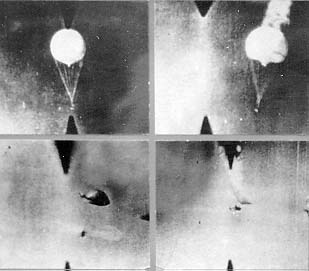
アッツ島近辺で撃墜される風船爆弾（ガンカメラによるもの）。

風船爆弾（ふうせんばくだん）とは、太平洋戦争において日本軍が開発し、実戦に投入した焼夷気球。気球に爆弾や焼夷弾を搭載した、無人かつ無誘導の爆撃兵器である。日本本土から偏西風を利用して北太平洋を横断させ、時限装置による投下でアメリカ本土空襲を企図した。
1944年（昭和19年）11月初旬から放球を開始。1945年（昭和20年）3月まで約9,000個余りが放たれた。少なくとも300個程度が北アメリカ大陸に到達したとみられる。
日本陸軍と日本海軍が開発し、陸軍が特殊兵器として実戦投入した。秘匿名称は「ふ号兵器」。実戦に用いられた兵器としても約7,700 km（茨城県からオレゴン州への概略大圏距離）は、発射地点から最遠地点への攻撃であった。アメリカ本土戦線における戦果こそ僅少であったものの、第二次世界大戦で用いられた無誘導兵器の到達距離としては最長であり、史上初めて大陸間を跨いで使用された兵器である。
アメリカ合衆国西海岸のオレゴン州では、民間人6人が死亡した。また焼夷弾による山火事消火任務に従事していた第555空挺歩兵大隊の軍人1名が死亡した。
アメリカ合衆国陸海軍省は1945年（昭和20年）5月下旬に「日本の風船爆弾に注意」と公表した。
なお終戦間際に陸軍登戸研究所（神奈川県）へ配属された元職員は、「風船爆弾」は戦後の用語で、「ふ号」「風船」は防諜のための符号であり、当時の呼称は「気球爆弾」、「風船爆弾」は戦後のマスコミによる造語と述べている。名古屋陸軍造兵廠に学徒勤労動員された女学生は「今日から君たちは風船爆弾を作ることになる」と訓示されたと回想している。

## 歴史

### 開発当初
風船爆弾は、陸軍少将であった草場季喜によれば、1933年（昭和8年）には自由気球に爆弾を懸吊し兵器として使用する着想があったと伝えられる。想定地域は満州東部国境地域で、ソビエト連邦のウラジオストクを攻撃しようという作戦だった。
ほぼ同時期に陸軍少佐であった近藤至誠が、デパートのアドバルーンを見て「風船爆弾」での空挺作戦への利用を思いつき、軍に提案をしたが採用されなかったので、軍籍を離れ、自ら国産科学工業研究所を設立し研究を進めた。この時点でコンニャク糊を塗布した和紙「メイジン紙」を使用することは近藤の想定の中にあった。1939年（昭和14年）には関東軍に持ちこまれ、近藤は極秘研究主任となる。1940年（昭和15年）に近藤は病死するが研究は進められ、陸軍登戸研究所で開発されている。試験の責任者は佐藤賢了であった。和紙とコンニャク糊で作った気球に水素を詰め、大気高層のジェット気流に乗せてアメリカ本土を攻撃しようとする兵器で、満州事変後の1933年（昭和8年）頃から関東軍、陸軍によって対ソ連の宣伝ビラ配布用として研究され、小型の気球爆弾の研究命令は1939年（昭和14年）8月に、ふ号兵器としては1943年（昭和18年）8月に研究命令が出された。
気球に爆弾を搭載して敵国に放球するという戦術は、すでに連合国陣営のイギリスが先鞭をつけていた。1942年（昭和17年）3月にイギリス軍がナチス・ドイツに対しアウトワード作戦（Operation Outward）を敢行し、それなりに戦果を上げる。同年8月15日、大本営陸軍部は「世界戦争完遂ノ為ノ決戦兵器ノ考案」を陸軍省に要望した。その中に米国本土を攻撃可能な「超遠距離飛行機」「特殊気球（フ号装置）ノ能力増大」という項目があった。前者が超重爆「富嶽」、後者が風船爆弾である。
同年秋頃、偏西風を利用して気球を放ち、アメリカ大陸本土を攻撃しようという計画が中央気象台を中心として日本陸軍と日本海軍に持ち込まれ、別個に開発が始まった。

### 日本陸軍
日本陸軍は、1942年に日本海軍によって行われ成功裏に終わった潜水艦艦載機によるアメリカ本土空襲に次いで、アメリカ本土に直接攻撃することで心理的動揺を誘えること、材料が和紙とコンニャクのため他軍需品と競合しないことから、風船爆弾の実用化に熱意を注いだ。「ふ号兵器」の骨子は、日本の高層気象台（当時茨城県筑波郡小野川村〈現・つくば市〉）の台長だった大石和三郎らが世界で初めて発見していたジェット気流を利用し、気球に爆弾を乗せ、日本本土から直接アメリカ本土空襲を行うものであった。
気球の直径は約10メートル、総重量は200キログラム。兵装は15kg爆弾1発と5kg焼夷弾2発である。ジェット気流で安定的に米国本土に送るためには夜間の温度低下によって気球が落ちるのを防止する必要があった。これを解決するため、気圧計とバラスト投下装置が連動する装置を開発した。兵装として爆弾を2発としたものや焼夷弾の性能を上げたものも発射された。爆弾の代わりに兵士2-3名を搭乗させる研究も行われた。
また、陸軍登戸研究所において研究されていた生物兵器（炭疽菌、ペスト等）の搭載が検討され、登戸研究所第七研究班はふ号兵器用の牛痘ウイルス20トンを製造して使用可能な状態まで完成していたが、昭和19年10月25日の梅津美治郎陸軍参謀総長の上奏に際して、天皇は本作戦自体は裁可したものの細菌の搭載を裁可せず、細菌戦は実現しなかった。
1943年（昭和18年）8月、陸軍兵器行政本部は第九陸軍技術研究所に対し、風船爆弾（フ号兵器）による米国本土攻撃の研究を命じた。同年11月、最初の試作気球が完成した。1944年（昭和19年）2月から3月にかけて、技術研究所は約200個の気球を用意し、千葉県一宮町一宮海岸で大規模な実験を行なった。実験は陸軍関係者の注目を集め、3月末の現地検討会議で昭和19年末～昭和20年春にかけての風船爆弾攻撃計画がまとまった。
1944年（昭和19年）7月7日、船橋で「ふ」号編成会議が開かれる。9月5日、陸海民の科学技術の一体化を図るため陸海技術運用委員会が設置され、研究の一つに「ふ号」も含まれていた。開発責任者は第9陸軍技術研究所（登戸研究所）の草場季喜少将と書かれている資料もある。9月8日、杉山元陸軍大臣は風船爆弾関連の気球連隊および同補充隊の臨時動員を令達した。9月25日、気球連隊は参謀総長の隷下に入った。特殊作戦部隊であるため、大本営陸軍部の直轄部隊としたのである。9月30日の大陸指第2198号を以て、気球連隊は10月末までに風船爆弾攻撃準備を完了するよう命じられた。
1944年（昭和19年）11月、陸軍は風船爆弾を「ふ号兵器」として実用化した。

### 日本海軍
日本海軍では、1942年に成功裏に行われたアメリカ本土空襲に続いて、同年秋頃から海軍艦政本部第一部、相模海軍工廠、海軍気象部、海軍航空本部が協力して開発を進めた。1944年（昭和19年）になると湘南海岸（神奈川県の平塚 - 小田原）で試作品の飛翔実験を行ない、その後は大分海軍航空隊基地と青島海軍航空隊基地で実験を進めた。日本海軍の風船爆弾は、ゴム引きの羽二重を球皮にした有圧気球であった。
同時期、風船爆弾を潜水艦に搭載するという構想が生まれた。最終的には4隻の潜水艦に、1個5瓦（グラム）の焼夷弾を約100万個搭載する計画であった。軍令部（担当者は軍令部第一課長藤森康男中佐）と連合艦隊は協力し、新造の伊号第五十四潜水艦（伊54、3月31日竣工）と伊号第五十五潜水艦（伊55、4月20日竣工）で風船爆弾による米国本土攻撃を企図した。2隻は6月初旬から呉海軍工廠で風船爆弾登載のための特殊工事を開始（水素ボンベの搭載）、6月27日-28日の工事完了を予定した。
同年6月19日から6月20日のマリアナ沖海戦で日本海軍（第一機動艦隊）は大敗する。連合艦隊（司令長官豊田副武大将、参謀長草鹿龍之介中将）は潜水艦2隻（伊54、伊55）を、山火事しか期待できない米国本土攻撃より、マリアナ諸島の作戦に投入したい意向を示した。
当時の大本営（海軍部、陸軍部）や昭和天皇はサイパン島奪還作戦を企図し、真剣に検討した。最終的に東条英機総理大臣（陸軍参謀総長兼務）と嶋田繁太郎海軍大臣（軍令部総長兼務）は奪還作戦断念に至り、6月25日の元帥会議（昭和天皇列席）に至る。席上、伏見宮博恭王海軍元帥は天皇の前で日本軍の装備が質・量ともに劣勢であることに触れ「陸海軍とも、なにか特殊の兵器を考え、これを用いて戦争をしなけばならない。(中略)現在の対米対策としては、なんとかして急いで特殊の軍艦や兵器を造らなければならない。陸軍も同様に、特殊兵器を造らねばならぬと思う。」と述べた。伏見宮の意見に対し東條陸軍大将は「風船爆弾を考案し、昭和19年秋から三万個を使用する予定」「他に対戦車挺進爆雷や新兵器を考案中」と表明し、嶋田大将も「海軍も特殊兵器を投入する」と述べた（水上・水中特攻兵器）。
6月26日、草鹿龍之介連合艦隊参謀長は伊54と伊55に運砲筒を搭載し、グアム島への輸送任務を命じた。7月5日、サイパン島の日本軍守備隊は玉砕する。伊54は目的地をテニアン島に変更したが、運砲筒を波にさらわれて作戦失敗、伊55は目的地到着前にアメリカ軍に撃沈された。その後、日本海軍は風船爆弾の全ての研究と実行を日本陸軍に移譲し、これが東條首相の「陸軍は風船爆弾三万個投入予定」の発言につながっている。

### 作戦開始後
1944年（昭和19年）10月25日、参謀総長は大陸指第2253号をもって気球聯隊長に対し、風船爆弾による心理的動揺を主目的とする米国本土攻撃を命じた。作戦名称は「寅号試射」、攻撃開始は「概ネ十一月一日トス」。同日、昭和天皇は特殊攻撃に関する上奏を受けている。
11月3日未明に3カ所の基地から同時に放球が開始された。この日が選ばれたのは、明治天皇の誕生日（明治節）であったことと、統計的に晴れの日が多い（晴れの特異日）とされたためであったが、実際には土砂降りの雨であった。
1944年11月の放球開始時には1カ月に700発程度の放球数だったが、1945年1月には1カ月の放球数が2,000発に達した。1945年2月には偏西風が強まり、放球数もさらに増加して1カ月あたり2,500発となったが、後述のように戦果はほとんど伝わらなかった。アメリカのニュースが中国を通じて日本に伝えられ、同年2月18日付朝日新聞に掲載されたが紙面の「死傷者500名」は「目撃者500名」の誤りで、その後の続報もなく戦果に疑問も生じた。
1945年3月には月間の放球数は最多となり、1日に150球以上放球されることもあった。しかし、戦況の確認が困難で、和紙やコンニャクなどの原料の不足、空襲による工場の被災などで製造は約半年間で終了となった。放球についても3月の川崎大空襲で水素ガスを受けていた昭和電工が焼け落ち、幹線鉄道も銃爆撃を受けてガスボンベの輸送が困難となり、水素ガス発生装置を有する大津基地を除いて放球は終了となった。
大津基地からの放球は続けられたが、偏西風の弱まり、気球製造の中止、機器の製造工場の空襲被害などから1945年4月20日に中止となった。登戸研究所第一課長の草場季喜は戦果が判定できず、軍中枢部の当作戦に対する興味が薄れてきたことも示唆している。
千葉県一宮、茨城県大津、福島県勿来の各海岸の基地から、1944年11月から1945年3月までの間約9,300発が放球された。
1945年4月29日の天長節には草場をはじめとする研究開発に携わった機関や人物に「陸軍技術有功章」が授与された。なお同年には動員された女学生のうち作業成績が優秀な者に気球の原紙を使用した表彰状が贈られている。
1945年4月以降、草場は電波兵器の研究開発のため、他の登戸研究所所員とともに長野県北安曇郡に移った。大津基地の倉庫には大量の風船爆弾が残されたまま作戦は終焉を迎えたが、梅雨の時期となりカビが発生したため、第八陸軍技術研究所に対してカビ対策が命じられている。また、気球紙製造を行っていた埼玉県小川町では4月と5月にも原料のコウゾの配給があり、福岡県では8月14日まで原紙製造を行っていたという証言があり、再度放球する可能性があったのか考察の対象となっている。なお、草場は15m気球の研究も行っており、2球のみ製造されたが、実用化されなかった。

### 戦後
1945年11月18日、連合国軍最高司令官総司令部は指令（SCAPIN-301）により、日本が空軍を再建する可能性を絶滅させるために航空機の研究、実験等を禁止した。この禁止対象には気球も含まれた。

## 製造

### 材料と工程
材質はコウゾ（楮）製の和紙が使われ、接着剤には気密性が高く粘度が強いコンニャク糊が使用された。このためコンニャク芋が戦略物資となり、1944年に「軍需用こんにゃく原料特別供出要綱」が制定されて食卓から姿を消した。コウゾの繊維が縦方向の大判に対し、小判の繊維を横方向にし網目状に組み合わせ、和紙を5層にしてコンニャク糊で貼り合わせ、乾燥させた後に、風船の表面に苛性ソーダ液（水酸化ナトリウム）を塗ってコンニャク糊を強化し、直径10mほどの和紙製の風船を作成した。気球を調査したアメリカ軍は、それが紙製であることはすぐに突きとめたものの、紙を張り合わせている接着剤が何であるかを特定することはできなかった。気球内には水素ガスを充填した。大佛次郎は1944年10月17日の日記に「新聞を読むと、ヘチマとコンニャクが航空機の基地で入用で供出を求めている。防諜用だとのこと」と記している。
埼玉県比企郡小川町では1933年（昭和8年）頃、小川和紙から風船爆弾用の気球紙が開発された。昭和19年以降は高知市をはじめ日本国内の他の地域でも気球紙は製造されるようになったが、開発段階で小川和紙が選ばれた理由は、コウゾの繊維が長く強靭であり、東京に近く、以前から軍需紙を漉いてきた歴史があることなどが挙げられている。その後は生産量の増加命令に伴い、各地方でもふ号兵器用の気球紙が製造されるにあたり、小川和紙の手法が全国の和紙産地に伝えられた。当時、紙漉き作業に携わった人々には爆弾に使用されるとは知らされてはいなかった。

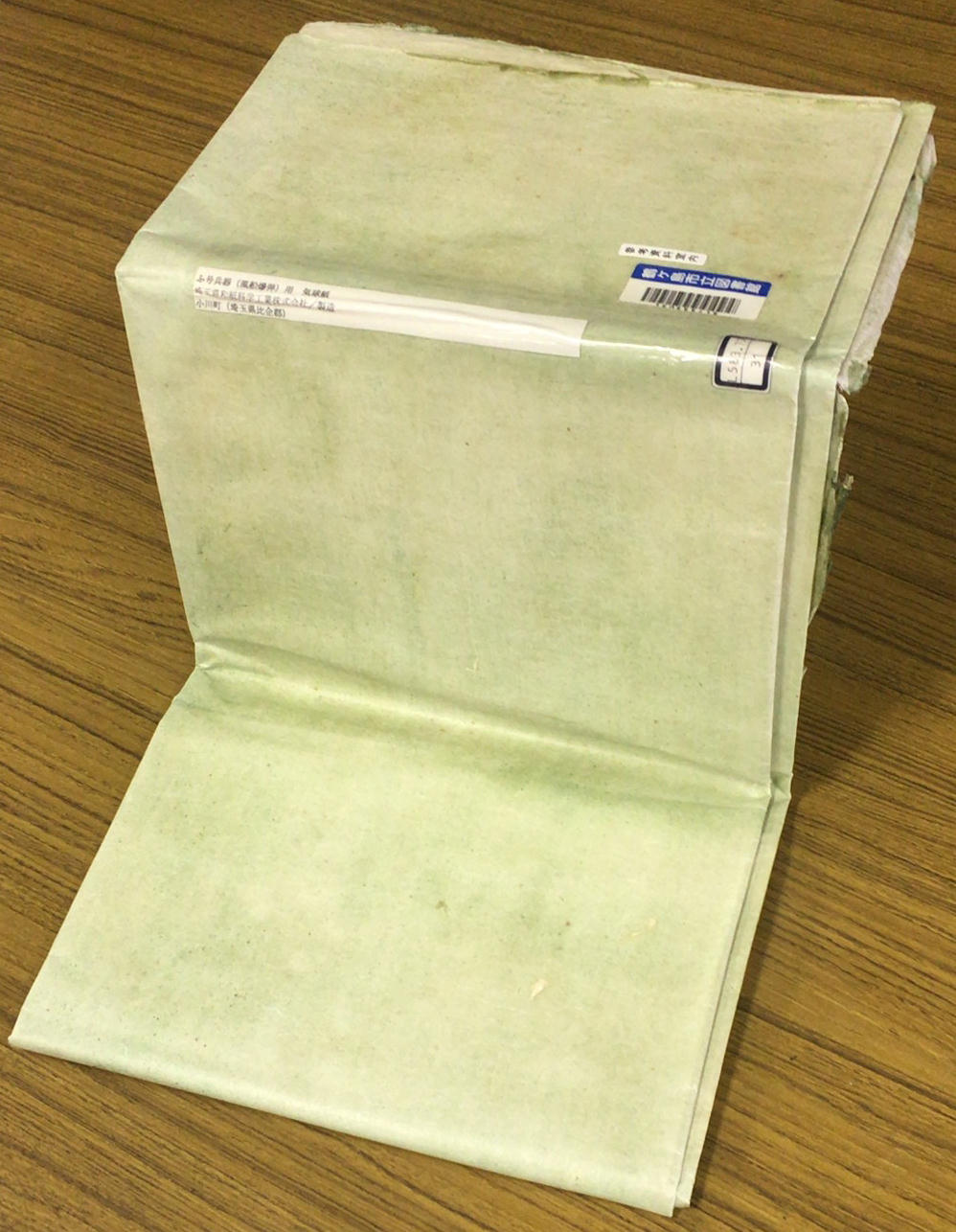
ふ号兵器用気球紙（小川和紙）の実物。埼玉和紙科学工業株式会社製造。66.187cm。コンニャク糊含浸済み。昭和19年9月製造。不良品で実際には使われず現存。鶴ヶ島市立図書館収蔵。

気球1基に対し和紙は約600枚必要であった。気球紙のサイズは2種類あり大判は6尺3寸5分×2尺2寸（約193×67cm）、小判は2尺2寸四方（約67×67cm）だった。昭和19年には軍の命令によりコウゾの皮剥作業や紙漉きに対しても昼夜休むことなく作業するよう警察の監督のもとに作業が続けられた。
また、気球1基あたりに必要なコンニャク粉は90キログラム、製作目標であった気球1万基は生いもに換算して8,300トンに相当した。軍は資材の不足を心配し、国内に加えてジャワで南洋産のコンニャク2,000トンを集荷したという報告がなされている。

### 風船爆弾開発に携わった地方や施設
- 陸軍兵器行政本部造兵部[14] - ふ号兵器生産本部
- 第9陸軍技術研究所[14]（登戸研究所） - ふ号兵器研究開発
- 国産科学工業株式会社 - ふ号兵器開発製造
- 埼玉県（小川和紙 "細川紙"）、福岡県（八女和紙）、愛媛県（伊予和紙）、高知県（土佐和紙）、鳥取県（因州和紙）、石川県（加賀二俣和紙）、岐阜県（美濃和紙） - 気球紙用原紙生産指定地[7]

無誘導の兵器であったが、自動的に高度を維持する装置は必須であった。川崎の東芝富士見町工場で製造と開発が行われていた。これにはアネロイド気圧計の原理を応用した高度保持装置が考案され、三〇七航法装置と呼ばれる。発射されると気球からは徐々に水素ガスが抜け、気球の高度は低下する。高度が低下すると気圧の変化で「空盒」と呼ばれる部品が縮み、電熱線に電流が流れる。バラスト嚢を吊している麻ひもが焼き切られ、気球は軽くなりふたたび高度を上げる。これを50時間、約二昼夜くり返して落下する仕組みであった。
気球を天井から吊り下げて行う満球テスト（水素ガスを注入して漏洩を検査する）のために天井が高い建物が必要とされたため、日本劇場の他、東京では東京宝塚劇場、有楽座、浅草国際劇場、両国国技館で、名古屋でも東海中学校の講堂で作られた。他にも毒ガスの製造施設があり機密性の高かった瀬戸内海の大久野島などでも製作が行われた。作業にあたって動員されたのは女子学生で、こんにゃくの扱いに慣れた各地の製造業者が蒟蒻統制組合挺身隊として徴用されて女子挺身隊を指導した。脚本家・作家の向田邦子も、学生だった当時、旋盤工として部品の製作に動員されたことを著書に記している。吉村昭はこれに加えて芸者が参加しているという話を耳にしている。既に座敷遊びをするような客が少なくなり、三味線を弾くこともなくなっていたのである。表面に塗布する苛性ソーダの影響で指の間がただれ、また作業者には疲労回復のためヒロポンが渡されたという証言も残る。軍需工場で長時間勤務する工員へのヒロポン配給は、普通に行われていた。製造中の事故により6名の死者を出している。また関西では、天理研究会が開いた奈良県北葛城郡竹ノ内部落の教団本部跡地（1938年に教団幹部が検挙された後で閉鎖され、警察が管理していたが、村のボスが買い取った）でも製造が行われた。

## 部隊編制
千葉の気球連隊が母体となり「ふ」号作戦気球連隊が編制された。
1944年（昭和19年）9月8日、編成。9月25日、参謀総長直轄部隊となる。連隊長：井上茂大佐。連隊本部：茨城県大津。総員：約2千名。連隊本部のほか通信隊、気象隊、材料廠を持ち、放球3個大隊で編制された。
- 第1大隊（3個中隊）茨城県大津（現在の北茨城市五浦海岸一帯）。132万平方メートルの敷地に、18基の放球台、水素ガスタンク、水素ガス発生装置などがあった。戦後の大津基地の様子についてはGHQの調査で米軍が撮影した写真が残っており、その中には水素発生装置も写っている[35]。現地には放球作業中の事故の犠牲者供養のための石碑が残っている[53]。
- 第2大隊（2個中隊）千葉県一宮[注 6]。上総一ノ宮駅から一宮海岸まで、打ち上げのために引込線が敷設されていた[54]。
- 第3大隊（2個中隊）福島県勿来

1個中隊は2個小隊で構成され、1個小隊は3個発射分隊（発射台各1）を持つ。
中隊人員は、将校12-13名、下士官22-23名、兵約190名。大隊には水素ガスの充填、焼夷弾・爆弾等の運搬・装備を担当する段列中隊1個があった。また、陸軍気象部や中央気象台の技師といった科学者も配属されていた。その中の一人に、陸軍軍医学校教官の内藤良一がいた。
千葉県一宮には試射隊が置かれた。試射隊はラジオゾンデ装備の観測気球を放球して気象条件を探った。ほかに気球の行方を追う標定隊があり、陸軍の名取飛行場がある宮城県岩沼に本部を置いた。標定所は本部の他にも青森県古間木（現在の三沢市）と千葉県一宮にも設置されたが、後に樺太標定所が設置された。

## 戦果

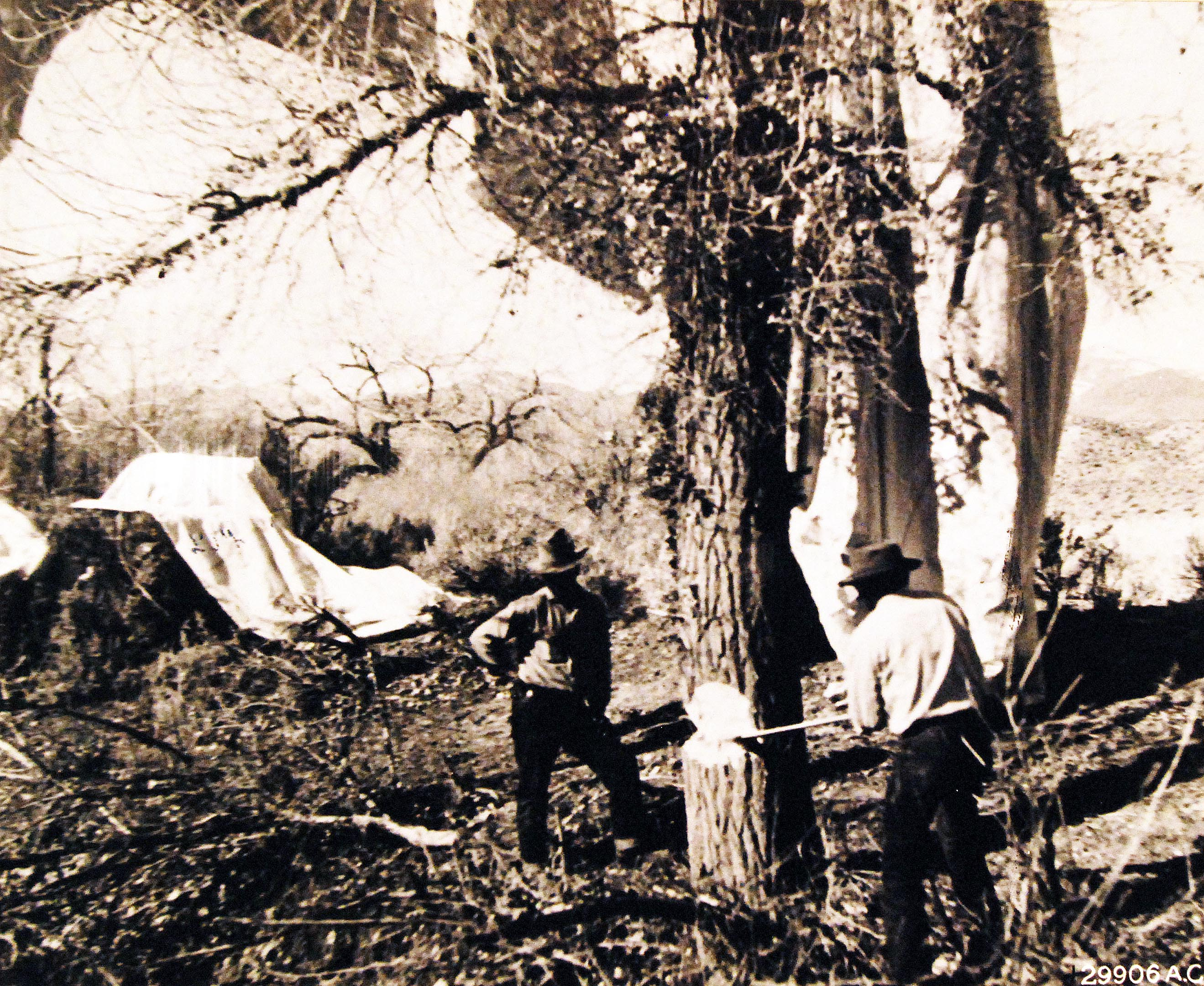
ネバダ州ニクソンで発見された風船爆弾。

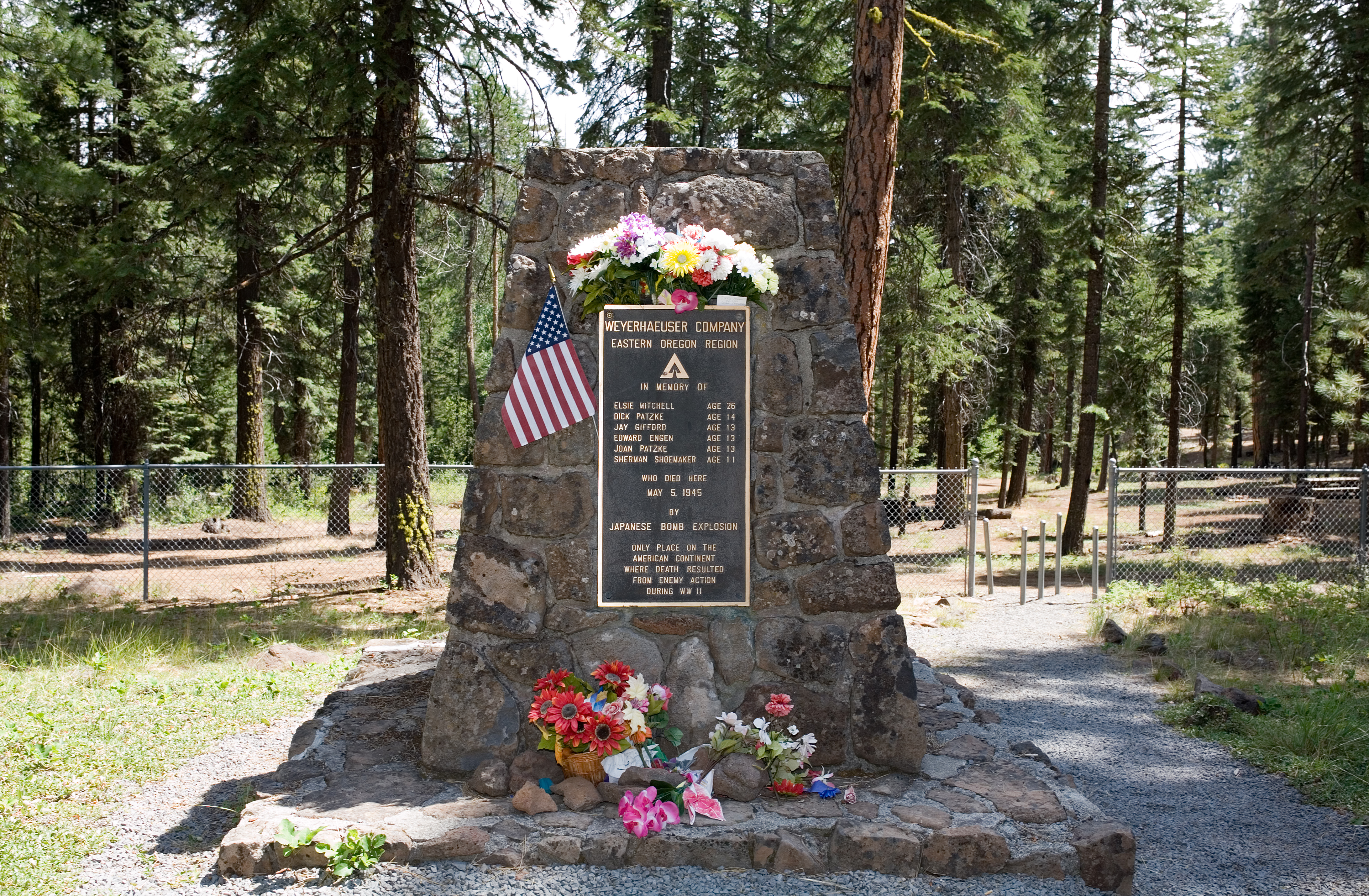
風船爆弾犠牲者の追悼記念碑。

約9,300発の放球のうち、アメリカ本土に到達したのは1,000発前後と推定され（米西部防衛司令部参謀長W・H・ウィルバー代将の報告書要点抜粋から）、アメリカの記録では285発とされている。最も東に飛んだ記録としてミシガン州で2発が確認されている。アメリカの軍事評論家の調査（1951年）によれば、ミシガン州デトロイトまで到達した。
1945年5月5日、オレゴン州レイク郡ブライで、キリスト教のアーチー・E・ミッシェル牧師と妻が教会の日曜学校の生徒をつれてピクニックにでかけ、その際に木に引っかかっていた風船爆弾の不発弾に触れて民間人6人（妊娠中のミッチェル夫人1人と生徒5人）が爆死した。これが確認されている唯一の戦果である。放球は1945年3月が最終であるため、この5月の事故は冬の間に飛来したものが雪解けによって現れたのではないかと言われている。
また、原子爆弾用のプルトニウム製造工場（ハンフォード工場、ワシントン州リッチランド）の送電線に引っかかり短い停電を引き起こした。これが原爆の製造を3日間遅らせた（米国の原爆開発については「マンハッタン計画」参照）。一方、実際には工場は予備電源で運転され、原爆の完成にほとんど影響はなかったという説もある（「シカゴ・パイル1号」参照）。焼夷弾は小規模の山火事を起こしたが、冬の山林は積雪で覆われていたため火が燃え広がりづらく、大きな戦果をあげたという記録はない。山田風太郎は1944年12月15日の日記に、九十九里浜方面に大要塞建設中にして、毎日早朝に風船爆弾を上げており、アメリカで頻々と山火事が起こりつつあることを雑談で聞いた、と書き残している。実際に1944年12月20日の時点で風船爆弾の存在自体はアメリカの新聞での報道が確認できる。アメリカで気象将校の訓練中に風船爆弾が飛来し、高層風の学習に用いられたことがある。
ただし、風船爆弾による心理的効果は大きく、担当したのが参謀本部第二部第8課、情報や通信傍受、諜報に関わる部署であった。アメリカ国民は軍事施設への散発的な攻撃よりも、森林火災に心理的パニックを起こすため、これを利用した後方攪乱という意味合いがあった。藤田信雄も参照されたい）、アメリカ陸軍は、風船爆弾が生物兵器を搭載することを危惧し（特にペスト菌が積まれていた場合の国内の恐慌を考慮していた）、着地した不発弾を調査するにあたり、担当者は防毒マスクと防護服を着用した。調査に動員された細菌学者は4,000名に及ぶとという。また、アメリカでは「風船爆弾には少人数の日本兵が搭乗可能で、破壊工作のためにアメリカ本土に潜入したのでは」と報道されており、この懸念を終戦まで払拭することはできなかった。アメリカ政府は終戦後すぐに細菌兵器研究者を日本に派遣し、風船爆弾開発に関わった研究者の調査を行っている。
風船爆弾対策のため、アメリカ政府と軍は大きな努力を強いられた。アメリカ政府は官民に厳重な報道管制を敷き、風船爆弾による被害を隠蔽した。上記の事故の一報を受けた電話交換手は決して口外するなと軍から口止めされた。これはアメリカ側の戦意維持のためと、日本側が戦果を確認できないようにするためであった。この報道管制は徹底したもので、戦争終結まで日本側では風船爆弾の効果は1件の報道を除いて全くわからなかった。1945年2月にアメリカのニュースが中国を通じて日本に伝えられたもので、同年2月18日付朝日新聞に掲載されたが紙面の「死傷者500名」は「目撃者500名」の誤りだった。
極秘のうちに風船爆弾の焼夷弾による山火事を鎮圧するため、アメリカ陸軍はアフリカ系アメリカ人で編成された第555空挺歩兵大隊を投入した。この空挺部隊は煙突ジャンパーとして航空機から火災現場に飛び降りるという方式をとったが、1945年8月6日にアンプクア国有林での消火活動でMalvin L. Brown一等兵が殉職した。
終戦後の1945年10月、AP通信特派員は日本陸軍技術本部将校へのインタビューを交え風船爆弾の記事を世界に配信、同年10月3日付の『朝日新聞』でも報道された。記事によれば日本側は戦果の把握を、日中戦争に中華民国の首都があった重慶から放送の傍受によって確認しており、ワイオミング州に到着した一つのみと判断していたことが明らかにされている。
同年12月に放送された『眞相はかうだ』では、風船爆弾については明確に触れられておらず、「日本の潜水艦から発進した飛行機が、アメリカの都市を爆撃したというのは本当か」という質問の形式をとって曖昧な説明を行うにとどめている。また、連合国の占領下の1948年4月に日本劇場屋上に戦後初のアドバルーンが揚げられたが、GHQの指令で2日後に禁止となった。風船爆弾を連想させるため、という理由からである。

## 現存する資料等

### 記念碑
1950年、オレゴン州にミッチェル記念碑が建立された。妻を亡くしたミッチェル牧師は、再婚後、南ベトナムでキリスト教の布教とハンセン病に関する医療活動に従事する。だがベトナム戦争の最中に南ベトナム解放民族戦線に捕えられ、行方不明となった。

### 部品・模型
兵器の現物は日本国内に残存しないが、東京都江戸東京博物館に5分の1模型があり、埼玉県平和資料館に7分の1模型が展示されている。国立科学博物館に非公開ながら、重要部品の風船爆弾の気圧計（後述の高度保持装置）が保管されている。アメリカのスミソニアン博物館の保管庫には気球部分が保管。気圧計及び爆弾部分の気球下部部分の実物は国立航空宇宙博物館に展示されている。

### 文書
作戦に関連する資料は、終戦時に処分が命じられており、詳細な記録はほとんど残っていない。
以下は主な現存する資料
- 15m気球実験時の写真と付属のメモ（明治大学平和教育登戸研究所資料館所蔵〈寄贈〉） - 戦後、登戸研究所第一課長だった草場季喜の手荷物からネガが発見されプリントされた写真と付属のメモ[35]。
- 「昭和20年度楮配給簿」（埼玉県小川和紙工業協同組合所蔵）[35]
- 風船爆弾関係文書「仕様書 工程表等準備ノート」（東京都江戸東京博物館 原本所蔵） - 中外火工品社員だった山村文治が記したノート[35]。

2023年（令和5年）には国立公文書館で茨城県の大津基地について旧厚生省が調査した資料が発見され、風船を放つ20か所以上の「放球陣地」などを図で示した配置計画図などが含まれている。

### 施設
第1大隊のおかれた茨城県北茨城市には慰霊碑のほか、コンクリート製の放球台跡が残っている。

## 諸元
- 気球の直径：10.0 m
- 吊り紐の全長：15.0 m
- ガスバルブ直径：40 cm
- 総重量：205 kg
- 搭載爆弾量：15 kg ×1 / 5 kg ×4
- 飛行高度：標準10,000 m 最大12,000 m
- 飛行能力：70時間

以上は木下健蔵著『消された秘密戦研究所』（信濃毎日新聞社 1994年 ISBN 4-7840-9401-6）180頁による。

## 関連作品
- 映像
  - 『私は風船爆弾を作っていた』TVみつがしわ（アーカイブ）。2008年。
- 小説
  - 小林エリカ『女の子たち風船爆弾をつくる』文藝春秋、2024年5月14日。ISBN 978-4-16-391835-8。 - 第78回毎日出版文化賞（文学・芸術部門）受賞[71][72]

## 日本以外の風船爆弾事例
1849年のヴェネツィア空爆は、オーストリアがヴェネツィアに対して行った爆撃である。気球母艦のSMS Vulcanoから風船が飛ばされたが、大した被害を出さなかった。
パレスチナのガザ地区では、イスラム原理主義組織ハマスがイスラエルを攻撃する手段として、複数のゴム風船に発火装置を取り付けた風船爆弾を採用した。支配下地域の境界付近からイスラエル占領地へ向けて放出している。
2023年2月、中国軍の軍事気球がアメリカ本土上空に到達し、米軍がこれを撃墜した。「2023年中国気球事件」も参照。
2024年5月以降、断続的に大韓民国に向けて北朝鮮側から放たれた、汚物やゴミをくくりつけた風船の中には、発火物を搭載した風船爆弾仕様も含まれており、韓国各地で火災を発生させている。